# Beaulieu-les-Fontaines
Beaulieu-les-Fontaines è un comune francese di 641 abitanti situato nel dipartimento dell'Oise della regione dell'Alta Francia.

## Società

### Evoluzione demografica
Abitanti censiti